# Eriochilus valens
Eriochilus valens är en orkidéart som beskrevs av Stephen Donald Hopper och Andrew Phillip Brown. Eriochilus valens ingår i släktet Eriochilus och familjen orkidéer. Inga underarter finns listade i Catalogue of Life.